# グランプリマスターズ
グランプリマスターズ（Grand Prix Masters、GPマスターズ）とは、元F1ドライバーたちによるワンメイクのフォーミュラカーレースである。2005年に南アフリカのキャラミで初開催されたが2006年の開催を最後に、現在は行われていない。

## 趣旨と参加資格
グランプリマスターズはゴルフのマスターズ・トーナメントやテニスのマスターズ選手権をモデルに考案されたものであるため、参加資格についてもそれらに準じたものが設けられており、参加できるドライバーは45歳以上で、かつてF1に参戦したことがある者で、すでに現役のフォーミュラカーレースから引退している者、に限られる。

## 使用車
参加する全ドライバーは同じ車体、エンジンを用いる。
2005年の第1回レースで使用された車体は、1999年にチャンプカーで使用されたレイナードのシャシーをベースにイギリスのコンストラクターであるデルタ・モータースポーツによって製作されたもので、これにニコルソン・マクラーレンが供給する自然吸気（NA）式の3.5リッターV8エンジンが搭載された。このエンジンはやはりかつてチャンプカーにおいて使用されたコスワースXBエンジンをベースとしたもので、主催者発表によれば、10,400回転/分時に650馬力以上を出力し、7,800回転/分時には320lbft（435Nm）のトルクを発生する。また、ギアボックスはパドルシフト式の6速のものが搭載された。
最低重量はドライバーが乗った状態で650キログラムとなっており、最高速はおよそ時速200マイル（時速320キロ）に達する。同時代のF1と比べれば、すでに成熟した空力パーツのみが用いられ、ドライバーの技量の純粋な競演と、オーバーテイクの誘発が志向された。トラクションコントロールシステムやパワーステアリング、アンチロック・ブレーキ・システムといった、ドライバーを支援する電子機器は排除され、ブレーキについても、制動距離を短くし結果的にオーバーテイクを難しくする要因となりかねないカーボンブレーキではなく、より制動距離が長い鋼鉄製のブレーキが使用されている。

## テスト走行
2005年9月後半、デルタ・モータースポーツのオペレーション・ディレクターであるシモン・ドーソンの手により、グランプリマスターズの車は初走行を果たした。この試走は成功し、コクピット周りの安全性などについて確認を取ることができた。
同10月半ば、ナイジェル・マンセルとルネ・アルヌーによって、ウェールズ南部のペンブリーサーキットでテスト走行が行われた。
10月26日には、シルバーストン・サーキットにおいて、複数の車を同時に走らせるテストが初めて行われ、アンドレア・デ・チェザリス、マンセル、ステファン・ヨハンソン、デレック・ワーウィック、ハンス＝ヨアヒム・スタック、アレックス・カフィ、パトリック・タンベイ、クリスチャン・ダナーが参加した。このテストでは、チェザリスが最速タイムを記録し、タンベイがクラッシュし、最も遅いタイムはダナーが記録した。

## 第1回大会
2005年11月13日、南アフリカのキャラミにおいて第1回大会が開催された。
ポールポジションを獲得したナイジェル・マンセルがエマーソン・フィッティパルディとの争いを制して優勝し、リカルド・パトレーゼがそれに続き、以下、力強い走りを見せたチェザリスが4位に食い込み、それに抜かれたワーウィックが5位という結果となった。
リタイア第1号となったのはステファン・ヨハンソンで、続いて、ルネ・アルヌーとの接触でフロント・サスペンションを破損させたジャック・ラフィットがリタイアした。
予想されていたようにアラン・ジョーンズは欠場となり、前述のように表向きの理由は首の痛みを訴えてのものだが、実際には、練習走行の時点でマンセルから1周で10秒以上も離されていたことから、面子を保つための欠場であったと言われている。レースではエリセオ・サラザールが代役を務め、10位で完走した。
論争
2005年の第1回大会に前後し、参加する元F1ドライバーたちについて、その身体能力について多くの疑問の声が聞かれることとなった。
キャラミのレースに参加したドライバーの一人であるクリスチャン・ダナーは、特に、レースから引退して後に急激に太ったアラン・ジョーンズとパトリック・タンベイについて、そのドライビング能力に疑問を呈し、それに対しジョーンズが「ダナーが表彰台に登れたのは奴がトイレに行く時のどさくさで素通りしていった一度きりだ」（ダナーのF1での最高位は4位）とやり返すなど、マスターズと称すには大人げない罵り合いも起きた。しかしながら、結果としてジョーンズはあまりに身体能力に欠けたために第1回大会の練習走行において数周した後に首などの負担に耐えられないということを理由に欠場し、ダナーの指摘が正しいことを裏付ける形ともなった。
また、アラン・プロストは第1回大会に出場する予定であったが、結局、出場を見合わせた。一説には報酬に不満があったためともされるが、事情は定かでない。
ネルソン・ピケにいたっては、マスターズ自体を金儲けの手段に過ぎないと切り捨て批判している。

### 結果
| 順位 | ドライバー                     | チーム             | タイム    | タイム差   |
| ---- | ------------------------------ | ------------------ | --------- | ---------- |
| 1    | ナイジェル・マンセル           | Team Altech        | 50:55.154 |            |
| 2    | エマーソン・フィッティパルディ | Team LG            | 50:55.562 | + 0.408    |
| 3    | リカルド・パトレーゼ           | Team Goldpfeil     | 51:15.816 | + 20.662   |
| 4    | アンドレア・デ・チェザリス     | Team Unipart       | 51:16.854 | + 21.700   |
| 5    | デレック・ワーウィック         | Team Lixxus        | 51:17.007 | + 21.853   |
| 6    | ハンス＝ヨアヒム・スタック     | Team Phantom       | 51:18.355 | + 23.201   |
| 7    | クリスチャン・ダナー           | Team Unipart       | 51:19.272 | + 24.118   |
| 8    | エディ・チーバー               | Team Altech        | 51:27.359 | + 32.205   |
| 9    | ヤン・ラマース                 | Team LG            | 51:27.932 | + 32.778   |
| 10   | エリセオ・サラザール           | Team Altech        | 51:38.573 | + 43.419   |
| 11   | パトリック・タンベイ           | Team Lixxus        | 52:06.738 | + 1'11.584 |
| 12   | ルネ・アルヌー                 | Team Golden Palace | 52:07.890 | + 1'12.736 |
| DNF  | ジャック・ラフィット           | Team GMF           | 43:44.471 | 17 laps    |
| DNF  | ステファン・ヨハンソン         | Team Phantom       | 3:33.040  | 28 laps    |

## 2006年の開催
2006年は当初、全5戦の開催予定が発表され、第2戦として6月18日にイタリアのモンツァ、第5戦として11月12日に南アフリカのキャラミでの開催が予定されていたが、いずれもキャンセルとなった。第4戦については日程のみの発表で、開催地については後日発表とされていたが、これも開催されることはなく、結果、2006年は当初5戦の開催が予定されていたにもかかわらず実際に開催されたのは2戦のみであった。
|   | 開催日   | 開催国     | 開催サーキット | 優勝者               |
| - | -------- | ---------- | -------------- | -------------------- |
| 1 | 4月29日  | カタール   | ロサイル       | ナイジェル・マンセル |
| 2 | 6月18日  | イタリア   | モンツァ       | （中止）             |
| 3 | 8月13日  | イギリス   | シルバーストン | エディ・チーバー     |
| 4 | 10月1日  | 未定       | 未定           | （開催されず）       |
| 5 | 11月12日 | 南アフリカ | キャラミ       | （中止）             |